# Yimnashana denticulata
Yimnashana denticulata är en skalbaggsart som beskrevs av J. Linsley Gressitt 1937. Yimnashana denticulata ingår i släktet Yimnashana och familjen långhorningar. Inga underarter finns listade i Catalogue of Life.